# Nhôm acetat

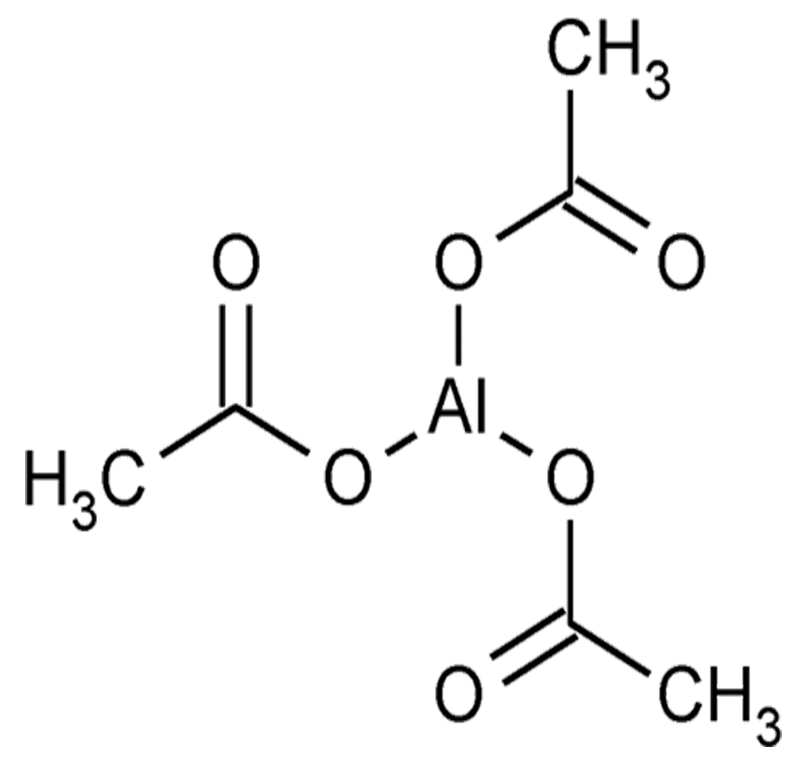
Công thức cấu tạo của nhôm acetat.

Nhôm acetat, hoặc còn gọi là nhôm ethanoat, hay nhôm monoacetat (cũng có thể viết là "nhôm ~"), đôi khi được viết tắt là AlAc trong địa hóa học, là tên gọi chung của các muối khác nhau của nhôm với acid acetic. Ở trạng thái rắn, ba muối tồn tại dưới tên gọi: nhôm monoaxetat ((HO)2AlCH3CO2), nhôm diacetat (HOAl(CH3CO2)2), và nhôm triacetat (Al(CH3CO2)3). Trong dung dịch nước, nhôm triacetat thủy phân để tạo thành hỗn hợp của nhôm monoacetat và nhôm diacetat, và tất cả các dung dịch của cả ba có thể được gọi là "nhôm acetat" vì các chất được hình thành cùng tồn tại và chuyển đổi lẫn nhau ở trạng thái cân bằng.

## Nhôm monoacetat
Nhôm monoacetat, còn được gọi là nhôm axetat dibasic, tạo thành từ Al(OH)3 và acid acetic loãng. Nếu dùng acid acetic có nồng độ đậm đặc hơn sẽ dẫn đến sự hình thành ccas muối nhôm di- và triacetat.

## Nhôm diacetat
Nhôm diacetat, còn được gọi là nhôm acetat basic, được điều chế từ dung dịch nhôm acetat trong nước tạo ra một loại bột màu trắng. Muối này hình thành từ quá trình thủy phân nhôm triacetat trong nước.

## Nhôm triacetat
Nhôm triacetat là một hợp chất hóa học được điều chế bằng cách đun nóng nhôm chloride (AlCl3) hoặc bột Al với hỗn hợp acid acetic (CH3COOH) và anhydride acetic (C4H6O3). Nó được gọi là muối bình thường và chỉ được tạo ra khi không có nước ở nhiệt độ tương đối cao như 180 °C.